# Puhacivka, Jașkiv
Puhacivka (în ucraineană Пугачівка) este o comună în raionul Jașkiv, regiunea Cerkasî, Ucraina, formată numai din satul de reședință.

## Demografie
Componența lingvistică a comunei Puhacivka
     Ucraineană (98,78%)
     Rusă (1,14%)
     Alte limbi (0,08%)
Conform recensământului din 2001, majoritatea populației comunei Puhacivka era vorbitoare de ucraineană (98,78%), existând în minoritate și vorbitori de rusă (1,14%).